# Rinópolis
Rinópolis là một đô thị ở bang São Paulo của Brasil. Đô thị này nằm ở vĩ độ 21º43'33" độ vĩ nam và kinh độ 50º43'20" độ vĩ tây, trên khu vực có độ cao 425 m. Dân số năm 2004 ước tính là 9.786 người. 
Đô thị này có diện tích 359,57 km².

## Thông tin nhân khẩu
Dữ liệu dân số theo điều tra dân số năm 2000
Tổng dân số: 10.255
- Urbana: 7.948
- Rural: 2.307
- Homens: 5.271
- Mulheres: 4.984

Mật độ dân số (người/km²): 28,61
Tỷ lệ tử vong trẻ sơ sinh dưới 1 tuổi (trên một triệu người): 17,09
Tuổi thọ bình quân (tuổi): 70,58
Tỷ lệ sinh (số trẻ trên mỗi bà mẹ): 2,14
Tỷ lệ biết đọc biết viết: 85,53%
Chỉ số phát triển con người (HDI-M): 0,757
- Chỉ số phát triển con người - Thu nhập: 0,680
- Chỉ số phát triển con người - Tuổi thọ: 0,760
- Chỉ số phát triển con người - Giáo dục: 0,832

(Nguồn: IPEADATA)

### Sông ngòi
- Sông Aguapeí

### Các xa lộ
- SP-425